# ハーラル1世 (ノルウェー王)
ハーラル1世（古ノルド語:Haraldr hinn hárfagri、ノルウェー語:Harald Hårfagre、アイスランド語:Haraldur hinn hárfagri、850年頃 - 930年頃）は、ノルウェー最初の統一王とされる人物（在位：872年頃 - 930年頃）である。

## 出生
ハーラルは、父ハルフダン黒王と、母ラグンヒルとの間にヴェストフォル小王家ユングリング家の一員として生まれた。スウェーデン王家の出身であるともいわれている。『ヘイムスクリングラ』によれば、ハーラルは生まれるとすぐに水を注がれ、「ハーラル」と名づけられたという。  彼は「すぐに逞しく育ち、非常に美しい少年となり、あらゆる技芸に秀で、賢さも備えていた」とされる。  父王ハルフダンは、春の雪解けの折に氷上で馬車を走らせていた際、氷が割れて湖に沈み、従者とともに溺死した。

## 統一までの道のり
この節はヘイムスクリングラの記述に基づいている。

### ハーケおよびその父ガンダルフとの戦い
ハーラルは、父ハルフダン黒王の死後、わずか10歳で王位を継いだとされる。若年ながらも、彼はすぐに「勇壮で、強く、姿の美しい人物」へと成長し、加えて賢明かつ男らしい性格であったという。母方の叔父であるグズソルム（Guthorm）は親衛兵の長（hirdの首領）を務め、政務や軍事の指揮を代行していた。
ハルフダンの死後、彼の遺領を巡って複数の小王たちが争いを起こした。中でもガンダルフ（Gandalf）は最初に領土への野心を露わにし、さらにヘイドマルク王エイステイン（Eystein）の子ホグニとフローデ、リンゲリケからはホグニ・カールソンらが動きを見せた。このとき、ガンダルフの子ハーケは300人の兵を率いてヴェストフォルへと侵攻し、山間の谷を通って奇襲を企てた。一方で、父ガンダルフは本隊を率いてフィヨルドを渡り、ヴェストフォルへ進軍しようとしていた。これを知ったグズソルムは、若き王ハーラルと共に軍を編成して進軍し、谷間でハーケの軍と激突した。戦いはハーラル軍の勝利に終わり、ハーケとその兵の多くは戦死した。この戦場は以後「ハーカ谷（Hakadale）」と呼ばれるようになった。
勝利を収めたハーラルとグズソルムは帰還を始めたが、その道中でヴェストフォルに侵入していたガンダルフの軍勢と遭遇した。両軍は改めて衝突し、再び大規模な戦闘となったが、ここでもハーラル側が勝利し、ガンダルフは多くの兵を失って辛くも本国へと逃れた。この戦勝によって、ハーラルは王としての地位を固め、以後の統一戦争において主導的な立場を築くこととなる。

### 五人の小王に対する勝利と内陸部の制圧
ハーラルとグズソルムはガンダルフ父子との戦いの後、軍勢を増強し、森林地帯を抜けて内陸部ウップランドへと進軍した。彼らは、ヘイドマルクの王エイステインの子ホグニとフローデ、リンゲリケのホグニ・カールソン、そしてヘルセ（地方領主）グズブランドらが落ち合うとされる会合地を深夜に急襲した。見張りに気づかれることなく進軍し、ホグニ・カールソンとグズブランドが宿泊していた建物を発見した彼らは、両方の家屋に放火して包囲した。エイステインの子らはなんとか脱出して戦闘を試みたものの、最終的にはホグニとフローデが戦死し、残党は敗走した。この一連の勝利によって、ハーラルはグズソルムの支援を受けつつ、ヘイドマルク、リンゲリケ、グズブランド渓谷、ハーデランド、トーテン、ラウマリケ、ヴィングルマルク北部など広範な内陸地域を征服した。
さらに、彼らは再度ガンダルフ王と交戦し、いくつかの戦いを経て、最終的にはガンダルフ自身も戦死した。これにより、ハーラルはラウマ川以南に及ぶガンダルフの領土を完全に併合することに成功した。

### オルクダールでの戦い
ハーラルはグズソルムとともに軍勢を集め、グズブランドスダールを通って内陸から北へ、ドヴレ山地を越えた。その後、居住地域に下ると、周辺を焼き払いつつ進軍した。住民たちは恐れて四散し、一部はオルクダール、一部はガウラダール、また一部は森林へと逃げ込んだ。和平を乞う者には降伏を認め、ハーラルの配下となることを条件に許しを与えた。やがてハーラルはオルクダールで反抗勢力と遭遇し、初の本格的な戦闘となった。そこではグリュティング（Gryting）という名の小王が兵を率いて待ち受けており、激戦の末、ハーラルが勝利を収めた。王グリュティングは捕虜となったが、その後忠誠を誓ってハーラルに仕えることとなった。これにより、オルクダールの全住民はハーラルに服従し、彼の支配を受け入れた。

### ガウラダールでの戦い
オルクダールを制圧した後、ハーラルはガウラダールへと進軍した。この地では大規模な戦闘が行われ、二人の小王が討たれ、その支配地であるガウラダールとストリンドの両地域がハーラルの手に落ちた。ハーラルはこれらの地を、忠誠を誓ったハーコン・グリョットガルズソン伯（ハーコン・グリョットガルズソン伯）に委ね、ストリンドの支配を任せた。
さらにハーラルはスティョールダールへ進み、ここでも戦いが行われ、彼が勝利を収めて支配地を拡大した。その後、スパルビュグヤ地区、ヴェラダール、スカウン、インドレーネ（エイニ・イドレ）を治める四人の王たちが連合軍を組み、軍を進めてきたが、ハーラルはこれを迎撃して撃破した。この戦いでも一部の王は戦死し、他は逃走した。
こうしてハーラルはトロンハイム地方において少なくとも八度の戦闘を行い、八人の小王を討ち取り、この地方を完全に制圧した。

### ナウムダール地方の征服
ハーラルさらに北へと軍を進め、ナウムダール地方に到達した。この地にはヘルラウグ（Herlaug）とフロルラウグ王（Hrollaug）という兄弟王が支配していた。彼らは三年の歳月をかけて石灰や木材を用いた巨大な墳墓（塚）を築いていた。ハーラルの軍が接近しているという報を受けた二人の王は、それぞれ異なる決断を下した。兄ヘルラウグは大量の食糧と酒を塚の中に持ち込み、11人の仲間と共に中へ入り、自ら塚の中に生き埋めになることを選んだ。一方、弟フロルラウグは塚の頂上に王座を設けて座り、儀式的に王位から降りて伯（jarl）の地位を自らに与えた。そしてその後、彼はハーラル王のもとへ赴いて帰順し、自らの行動の顛末を語った。ハーラルはこれを喜び、儀式としてフロルラウグの腰に剣を帯びさせ、首に盾を掛けさせ、伯の座へ導いた。こうしてハーラルはフロルラウグにナウムダール地方を伯領として与え、その地の支配を任せたと伝えられている（866年頃）。

### ソルスケルの戦い
ハーラルはトロンハイムから軍を進め、ムーレ地方に向かった。当地を治めていたのはフンスティヨフ王（Hunthiof）で、その息子ソルヴ・クローヴェ（Solve Klove）もまた勇猛な戦士として知られていた。また、ラウムスダールを支配するノクヴィ王（Nokve）はソルヴの母方の叔父にあたり、三者は同盟を結び、ハーラルに対抗する準備を整えていた。
両軍はソルスケルにて激突し、激しい海戦となった（867年頃）。詩人トールビョルン・ホルンクローヴィの詩『グリュムドラーパ（Glymdrápa）』には、以下のようにこの戦いが詠われている。

Thus did the hero known to fame,  
The leader of the shields, whose name  
Strikes every heart with dire dismay,  
Launch forth his war-ships to the fray.  
Two kings he fought; but little strife  
Was needed to cut short their life.  
A clang of arms by the sea-shore,—  
And the shields’ sound was heard no more.

名高き戦士、盾を率いる王、  
その名を聞けば人は皆震える。  
彼はその戦船を怒涛のごとく海へ放ち、  
二人の王を討ち果たした。  
戦は長くは続かず、  
波打ち際には盾の響きも消え、  
静けさのみが残った。
この戦いでフンスティヨフ王とノクヴィ王は討ち死にし、ソルヴ・クローヴェは辛くも戦場を離脱した。ハーラルはムーレおよびラウムスダール両地方を征服し、その地の統治を整えた。
また、この戦役後、ラグンヴァルド・エイステインソン（後に「力強きラグンヴァルド（Rognvald the Mighty）」と呼ばれる）はハーラルに帰順し、両地方の統治を委ねられた。彼は有能な指揮官であり、地元豪族の協力を得て沿岸の防衛にも貢献したとされる。

### アルンヴィズ王とオズビョルン王の戦死
翌年（868年頃）、ハーラルはトロンハイムにて大軍を編成し、南ムーレ地方へ遠征した。前年に逃れたソルヴ・クローヴェは北ムーレを襲撃してハーラル王に仕える者たちを殺害し、焼き討ちを繰り返していた。彼はその間、アルンヴィズ王（King Arnvid）のもとに身を寄せ、さらにはフィルダフィルケ（Firdafylke）のオズビョルン王（King Audbjorn）をも説得して同盟に加えた。
ソルヴは次のように説いたという。「我らはみな、今こそ一つになってハーラルに立ち向かわねばならぬ。彼の臣下となるなど、我らの誇りが許さぬこと。戦いに身を投じて死すとも、それは王たる者の道である。」これに心を動かされたオズビョルン王は軍勢を率いてアルンヴィズ王と合流し、大軍を成した。
こうして、三者連合軍とハーラル軍は再び|ソルスケルにて激突した。戦闘は熾烈を極めたが、ハーラルは自ら船首に立ち、アルンヴィズ王の戦船へと乗り込んで猛攻を加えた。敵の前部は壊滅し、アルンヴィズ王は船中で討ち死にした。オズビョルン王もまたこの戦で戦死し、ソルヴは再び戦場を脱した。この戦いを詩人トールビョルン・ホルンクローヴィは以下のように詠っている。

Against the hero's shield in vain  
The arrow-storm fierce pours its rain.  
The king stands on the blood-stained deck,  
Trampling on many a stout foe's neck;  
And high above the dinning stound  
Of helm and axe, and ringing sound  
Of blade and shield, and raven's cry,  
Is heard his shout of Victory!

王の盾に注がれるは、  
むなしく降りそそぐ矢の嵐。  
血に染まる船の上、  
王は敵の首を踏みしめ立つ。  
兜と斧の響き、剣と盾の衝突、  
烏の叫びがこだまする中に、  
勝利を告げる王の咆哮が轟く。
この戦で、ハーラル王の義兄弟であるグリョートガルド（Grjotgard）とヘルラウグ、また家臣であるアスガウト（Asgaut）とアスビョルン（Asbjorn）も命を落としたとされる。

### ヴェムンド王の焼死
ソルスケルでの戦いの後、ハーラルは南ムーレを掌握したが、フィルダフィルケ（Firdafylke）にはなお、戦死したオズビョルン王の弟、ヴェムンド王（King Vemund）が健在であった。その年の秋が深まり、ハーラル王自身はトロンハイムに帰還したが、ラグンヴァルド・エイステインソン伯を南・北ムーレおよびラウムスダール地方の支配者として残した。
その冬（869年頃）、ラグンヴァルド伯は峠を越えてエイディ（Eid）を通り、フィヨルド地方へ進軍した。そしてある夜、ヴェムンド王がナウストダールという地に滞在しているという情報を得た。伯はすぐさま兵を率いてナウストダールを包囲し、王とその配下が宿泊していた館を焼き払った。この火により、ヴェムンド王とその部下90名が焼死した。ラグンヴァルド伯は王の持っていた船団と財宝を押収した。この遠征にはベルドゥルカーレ（Berdlukare）と呼ばれる凶暴な戦士も参加しており、彼は装備も整った長船を提供し、後にトロンハイムでハーラル王の家臣となったという。この焼討ちによって、フィヨルド地方の王権は終焉を迎え、ハーラル王の支配下に置かれた。

### フィヨルド地方の内紛と二人の伯の最期
フィヨルド地方を掌握したハーラル王は、その東方のヴィーケンへと艦隊を進めた。この遠征に先立ち、彼はハーコン・グリョットガルズソン伯をフィヨルド地方に留め、統治を委ねた。ハーコン伯はソグンの支配権を主張し、かつてその地を領していたアトリ・ミョーヴェ伯に対し、ガウラール地方への退去を命じた。これに対してアトリ伯は、ソグンとガウラールの両方の支配を譲らぬと応じ、争いは激化した。両者は軍を集め、フィアーラル（現在のスタヴァンゲル・フィヨルド）で会戦した。この戦いは熾烈を極め、結果としてハーコン伯は戦死し、アトリ伯も重傷を負った。彼は部下によりアトリ島へと運ばれたが、そこで息を引き取った。この一連の争いは、フィヨルド地方の伯爵間の権力抗争の最たる例とされる。詩人エイヴィンド・スカルダスピッレル（Eyvindr skáldaspillir）は次のように詠っている。

He who stood a rooted oak,  
Unshaken by the swordsman's stroke,  
Amidst the whiz of arrows slain,  
Has fallen upon Fjalar's plain.  
There, by the ocean's rocky shore,  
The waves are stained with the red gore  
Of stout Earl Hakon Grjotgard's son,  
And of brave warriors many a one.

剣の一撃にも動ぜぬ樫の如き者  
矢の飛び交う嵐の中で倒れ伏せり  
フィアーラルの平原にて命絶え  
海の岩浜はその血潮に染まりぬ  
ハーコン伯、グリョットガルズの子  
ともに散りしは数多の勇士たち  
波間にその名を刻みたり。

### ヴィーケンへの進出とスウェーデン王との対立
ハーラル王は艦隊を率いてヴィーケン地方へと到達し、交易都市トゥンスベルグに上陸した。彼がこの地方を訪れたのは、およそ四年ぶりのことであった。この地で彼は、スウェーデン王エリク・アーヌンドソンがヴェルマランドを自国に組み込み税を徴収していること、またスヴィナスンドから海岸沿いの西ゴートランドに至る一帯を自らの領土と称しているという報を得た。この広域には、ラウマリケ、ヴェストフォル、グレンマル島、ヴィングルマルクなども含まれていた。
これらの報を受け、ハーラル王は激怒しフォルズ地方にてティング（民会）を召集した。そしてヴィーケン住民に対し反逆の罪を問うた。これに対し、ある者は弁明し、ある者は罰金を納め、ある者は刑に処された。夏の間に王はこの地域を巡り、次いでラウマリケへと赴き、両地方をその支配下に置いた。しかし、その秋にはエリク王がヴェルマランドを巡幸しているとの報を得たのである。

### ヴェルマランドのアーケ農夫と二王の饗宴
ハーラル王は山道を越えてヴェルマランドに入り、各地に饗宴の準備を命じた。この地にはアーケという名の高名な農夫がいた。彼は富裕であり、すでに高齢であったが、かつてはハルフダン黒王に仕えた人物でもあった。アーケは王を自邸に招き饗宴を催したが、同日にスウェーデン王エリク・アーヌンドソンも招いていた。彼はふたつの宴会場を設け、ハーラル王とその随員には新しい館と装飾、最新の食器と酒器を与えたのに対し、エリク王には古い館と古色の調度をあてがった。
饗宴が終わり、出立の時が来ると、アーケは息子ウッベ（Ubbe）をハーラル王の家臣として差し出し、王の厚遇に感謝を表した。これに対し、エリク王はアーケのもとを立ち去る際、不満をあらわにし、彼を非難した。アーケが自らの行動を弁明するも、エリク王は激怒し、その場で剣を抜いてアーケを斬り殺した。やがてこの報を聞いたハーラル王は激昂し、軍を率いて報復に向かった。エリク王は急ぎ南へ退いたため、ハーラルはヴェルマランドに留まり、その地を完全に掌握した。
このときの逸話は、王権を巡る二人の支配者の衝突と、ノルウェー・スウェーデン間の緊張関係を象徴する一幕として伝えられている。

### ヴィングルマルクとランリケへの遠征
ハーラル王は冬の間にトゥンスベルグに停泊していた船団の整備を終えると、艦隊を率いてヴィングルマルク沿岸を東に進み、これを完全に征服した。以後も冬を通して艦隊行動を継続し、さらに東方のランリケ地方へと侵攻した。この遠征の様子は詩人ソルビョルン・ホルンクローヴィ（Þorbjǫrn Hornklófi）の詩にも詠まれており、ハーラル王が冬の荒海を恐れず艦隊を繰り出し、従者たちとともに略奪行を続けた勇猛さが讃えられている。

The Norseman's king is on the sea,  
Tho' bitter wintry cold it be. --  
On the wild waves his Yule keeps he.  
When our brisk king can get his way,  
He'll no more by the fireside stay  
Than the young sun; he makes us play  
The game of the bright sun-god Frey.  
But the soft Swede loves well the fire  
The well-stuffed couch, the doway glove,  
And from the hearth-seat will not move.

ノース人の王は冬の海へと漕ぎ出す、  
いかに吹雪き荒れようとも。  
彼はユール（冬至祭）を波間で祝う。  
若き太陽のごとく、  
炉辺にとどまることなど知らぬ。  
戦の遊戯こそが、  
彼にとってのフレイ神の饗宴。  
一方、スウェーデンの王は火を好み、  
毛皮の手袋と柔らかな寝台から離れぬ。

### イェータランドでの戦い
春になり氷が解け始めると、イェータランドの人々はイェータ川の河口に杭を打ち込み、ハーラル王の船の侵入を阻止しようとした。しかし、王はこれをものともせず、杭の間を縫うように艦隊を接岸させ、海岸沿いの村落を焼き払い、国土を蹂躙した。
まもなく、イェータランド側も兵を集めて海岸に出陣し、王の軍と大規模な戦闘を繰り広げた。戦は激烈を極め、多くの死者を出したが、最終的に勝利を得たのはハーラル王であった。この戦の様子も、スカルド詩人ソルビョルン・ホルンクローヴィ（Þorbjǫrn Hornklófi）の詩に詠まれている。

Whistles the battle-axe in its swing  
O'er head the whizzing javelins sing,  
Helmet and shield and hauberk ring;  
The air-song of the lance is loud,  
The arrows pipe in darkening cloud;  
Through helm and mail the foemen feel  
The blue edge of our king's good steel  
Who can withstand our gallant king?  
The Gautland men their flight must wing.

戦斧が唸り、槍が唸る。  
兜と楯と鎖帷子が鳴り響き、  
投槍の歌が空に満ちる。  
矢は雲のごとく空を覆い、  
敵の兜と鎧を裂くは  
我らが王の鋭き刃。  
この勇王を誰が止められようか？  
イェータランドの兵は羽ばたき逃げ去るのみ。

### フラネ・ガウツケ（Hrane Gauzke）の死とヴェルマランド征服
ハーラル王はイェータランドを広く征服し、イェータ川の両岸およびヴェーネルン湖の西側に及ぶ多くの戦いで勝利を収めた。その戦いの中で、スウェーデン王エリクの任命した強力な伯爵フラネ・ガウツケ（Hrane Gauzke）が戦死した。フラネの死により、王はイェータ川以北とヴェーネルン湖西岸全域、さらにヴェルマランドを支配下に置いた。征服後、王はその地を防衛するため、義兄にして忠臣のグズトルム（Guthorm）公を総督として派遣し、多くの兵を託して留め置いた。
その後、ハーラル王はまずウップラン地方へと向かい、一定期間を過ごしたのち、ドブレ山脈を越えてトロンデラーグ地方へと帰還した。
王にはこの頃から男子が生まれ始めた。妻アーサ（Asa）との間には4人の息子がいた。長子はグズトルム（Guthorm）、次いで双子のハルフダン・ザ・ブラック（Halfdan the Black）とハルフダン・ザ・ホワイト（Halfdan the White）、そして末子はシグフロズ（Sigfrod）である。これらの王子たちはいずれもトロンデラーグ地方で王により名誉をもって育てられた。

### ハフルスフィヨルドの戦い（Battle of Hafrsfjord）
ハーラル（Harald）王の勢力拡大に危機感を抱いたホルダラン、ローガラン、アグデル、テレマルクの諸王たちは、連合軍を編成して彼に対抗した。指導者にはホルダラン王エイリーク（Eirik）、ローガラン王スルケ（Sulke）とその弟のソーテ（Sote）伯、アグデル王キョトヴィ・ザ・リッチ（Kjotve the Rich）とその息子ソル・ハクラング（Thor Haklang）、テレマルクからは兄弟ホロアルド・フリュグ（Hroald Hryg）とハード・ザ・ハード（Had the Hard）が名を連ねた。
ハーラル王はこの報を受け、沿岸諸地域より軍を動員して南下した。彼はスタッド岬を越えて進軍し、やがてヤーダル地方（Jæren）の北、ハフルスフィヨルドにて敵軍と相対した。
両軍は船を舳先から結び合わせて対峙し、長く激しい戦いが繰り広げられた。最終的にハーラル王の軍が勝利を収め、エイリーク王、スルケ王、およびその弟ソーテ伯は戦死した。ソル・ハクラング（Thor Haklang）は狂戦士（berserk）であり、ハーラル王の船に対して猛烈な攻撃を加えたが、最後には討ち取られ、その船は壊滅した。キョトヴィ王は残兵を率いて近隣の島へと敗走し、残存軍も船で、あるいはヤーダル地方を越えて陸路で散り散りに逃走した。
この戦いによって、ハーラル王の敵対勢力の多くが討たれ、彼は事実上、ノルウェーの最高権力者となった。この戦いの模様はスカルド詩人トールビョルン・ホルンクローヴィ（Thorbjorn Hornklofi）によって次のように詠われている。

Has the news reached you? -- have you heard  
Of the great fight at Hafersfjord,  
Between our noble king brave Harald  
And King Kjotve rich in gold?  
The foeman came from out the East,  
Keen for the fray as for a feast.  
A gallant sight it was to see  
Their fleet sweep o'er the dark-blue sea:  
Each war-ship, with its threatening throat  
Of dragon fierce or ravenous brute  
Grim gaping from the prow; its wales  
Glittering with burnished shields, like scales  
Its crew of udal men of war,  
Whose snow-white targets shone from far  
And many a mailed spearman stout  
From the West countries round about,  
English and Scotch, a foreign host,  
And swordmen from the far French coast.  
And as the foemen's ships drew near,  
The dreadful din you well might hear  
Savage berserks roaring mad,  
And champions fierce in wolf-skins clad,  
Howling like wolves; and clanking jar  
Of many a mail-clad man of war.  
Thus the foe came; but our brave king  
Taught them to fly as fast again.  
For when he saw their force come o'er,  
He launched his war-ships from the shore.  
On the deep sea he launched his fleet  
And boldly rowed the foe to meet.  
Fierce was the shock, and loud the clang  
Of shields, until the fierce Haklang,  
The foeman's famous berserk, fell.  
Then from our men burst forth the yell  
Of victory, and the King of Gold  
Could not withstand our Harald bold,  
But fled before his flaky locks  
For shelter to the island rocks.  
All in the bottom of the ships  
The wounded lay, in ghastly heaps;  
Backs up and faces down they lay  
Under the row-seats stowed away;  
And many a warrior's shield, I ween  
Might on the warrior's back be seen,  
To shield him as he fled amain  
From the fierce stone-storm's pelting rain.  
The mountain-folk, as I've heard say,  
Ne'er stopped as they ran from the fray,  
Till they had crossed the Jadar sea,  
And reached their homes -- so keen each soul  
To drown his fright in the mead bowl.

知らせは届いたか――ハフルスフィヨルドの戦いのことを。  
高貴なる我らの王、勇猛たるハーラル（Harald）と  
黄金に富める王キョトヴィ（Kjotve）との激突を。  
東より敵は襲い来たれり、戦を宴のごとく楽しみに。  
彼らの艦隊は濃き海を横切り、  
竜の咆哮と獣の口を艦首に掲げ、  
燦然と輝く盾を舷に吊るし、  
白き楯を構えた農の戦士が並び立つ。  
英と仏の剣士らも海を越え、  
狼の毛皮をまといし猛者が吼える。  
狂えるベルセルクらの叫びと、  
甲冑の響きが戦場を満たす。  
されど、わが王ハーラルは恐れず、  
海へと艦を押し出し、敵を討たんと漕ぎ出だす。  
戦は激しく、楯は鳴り響き、  
ついには猛者トール・ハクラング（Thor Haklang）倒れ、  
勝利の声がノルウェー王の軍に響き渡る。  
金の王は恐れに駆られ、  
ハーラルの雪のごとき髪を前にして島の岩に逃げ込む。  
船の底には傷を負いし者が積み重なり、  
盾は逃走の背に張り付きぬ。  
山の民らは戦を捨て、  
ジャーダルの海を越えて我が家へと急ぎ帰る。  
恐怖を蜜酒に沈めるために。

### ノルウェー統一
ハーラルはハフルスフィヨルドの戦いに勝利した後、国内の抵抗勢力をほぼ一掃した。この戦いにおいて、ホルダランの王エイリーク（Eirik）、ローガランの王スルケ（Sulke）とその弟ソーテ伯（Earl Sote）、アグデルの富裕王キョトヴィ（Kjotve the Rich）とその息子トール・ハクラング（Thor Haklang）、さらにテレマルクの王ホロアルド・フリュグ（Hroald Hryg）とハード・ザ・ハード（Had the Hard）らが撃破され、多くの敵将が戦死した。
以後、ノルウェー国内でハーラルに抗する者はほとんどいなくなり、彼は事実上ノルウェー全土の覇者となった。しかしその支配に不満を抱いた多くの豪族たちは国外へ脱出し、ヨーロッパ各地への移住が進んだ。特にイェムトランド（Jämtland）やヘルシングランド（Hälsingland）、アイスランドやフェロー諸島（Faroe Islands）といった北方の地に人々が移り住み、こうした海外植民はハーラルの統一政策の副産物とされる。
また、シェトランド諸島（Hjaltland）やヘブリディーズ諸島（Hebrides）にも多くのノース人が移り住み、一部はヴァイキングとして西方での掠奪活動に従事した。一方で、国内にはハーラルに従属する有力者も多く現れ、彼らはハーラルの廷臣や家臣として王権の基盤を支える存在となった。

### 西方への遠征
ハーラル王は、冬季にヴェストランの海域に出没していたヴァイキングたちが中部ノルウェーを荒らしているとの報を受け、これを討伐するため、毎年のように夏季に西方の島嶼および外洋の小島（スケリィ）を巡る遠征を実施した。しかし、彼の動静を知ったヴァイキングたちは一斉に逃走し、多くが外洋へ退避していたという。やがて王はこの繰り返しに倦み、ある夏、ついに艦隊を率いて西海へと乗り出した。
まず彼はシェトランド諸島に達し、そこに潜んでいたヴァイキングたちを悉く討伐した。次いでオークニー諸島に進軍して一掃し、さらにヘブリディーズ諸島（スドレイ）へと進んで多くの戦闘を繰り広げ、数々のヴァイキング首領たちを倒した。その後、彼はスコットランド本土に侵攻し、そこでも戦闘を行い勝利を収めた。ハーラルの艦隊がマン島にまで至ると、すでにその武名は先立って伝わっており島の住民たちはすべてスコットランドへと逃げ去り、人も財も尽く失われていたため、王の軍は上陸しても略奪の果実を得ることはなかったとされる。この遠征について、ホルンクローヴィ（Hornklofe）は以下のように記している。
The wise, the noble king, great  
Whose hand so freely scatters gold,  
Led many a northern shield to war  
Against the town upon the shore.  
The wolves soon gathered on the sand  
Of that sea-shore; for Harald's hand  
The Scottish army drove away,  
And on the coast left wolves a prey.
賢く高貴なる大王、  
金を惜しげもなく振るうその手で、  
多くの北国の盾を率い、  
岸辺の町へと攻めかかる。  
海辺にはすぐさま狼が群がり集いぬ――  
ハーラル（Harald）の剣が  
スコットランドの軍を打ち破り、  
屍を岸にさらして狼の餌と成したれば。
この遠征のさなか、モーレ伯ラグンヴァルドの子イーヴァルが戦死した。王はその償いとして、オークニーおよびシェトランド諸島をラグンヴァルに下賜したが、彼はこれらの諸島をその弟シグル・エイステインソンに譲り、王は彼にこれらの地の伯爵位を授けた。
シグルはトルステン・オラフソンと同盟し、スコットランドにて戦いを重ね、ケイスネスおよびサザーランドを征服し、エッキャルスバッケ（Ekkjalsbakke）に至るまでの地を支配下に置いた。シグルはスコットランド伯メルブリッジ・トゥース（Melbridge Tooth）を殺害し、その首を鐙に結び付けて持ち帰ったが、首の牙が脚に傷をつけて壊疽を引き起こし、これが元で死亡した。彼はエッキャルスバッケに埋葬された。その子グズソルム（Guthorm）が後を継いだが、子を残さずに一年ほどで没したという。その後、この地にはデーン人やノース人らが定住を開始することになる。
また、ハーラル1世の親衛兵の一部はベルセルクであったという伝承もある。

## 「美髪王」の称号
ヘイムスクリングラによれば、ハーラルは若き頃、ホルダランドの王エイリーク（Eirik）の娘ギュダ（Gyda）がその美貌と気丈さで評判であることを聞き及び、使者を送って側室として迎えたいと申し出た。ギュダは当時、ヴァルドレスの豪族のもとで養育されていたが、王の申し出に対し、毅然とした態度で次のように答えた。
「たとえ王といえど、ノルウェーのごく一部しか治めていない方の側室になる気はありません。私は、全ノルウェーをひとつに統一した王の妃となるつもりです。それまでは、決して他人のもとへは参りません。」
使者たちはこの言葉を王に報告した。怒りを買うことを恐れたが、ハーラル王はむしろその言葉に鼓舞された。そして静かに「この娘こそ、我が志を目覚めさせた者だ。彼女の言葉は、我が栄光への道を照らしている。」と語った。それから間もなく、王は神と人々の前で一つの誓いを立てた。
「私は、ノルウェーの全土を、自らの手により統一するまでは、髪も髭も刈らず、櫛も通さぬであろう。もし成し遂げられぬならば、死してその試みを終えるのみ。」
この言葉を聞いた家臣グトルム（Guthorm）は、王の志を賞賛し、「このような言葉こそ、王者にふさわしい」と言った。このようにして、ハーラル王の統一事業は始まり、彼の異名「ルーファ（Lufa、髪を切らぬ者）」は、やがて「美髪王（Hárfagri）」へと変わることになる。
その後、ハーラル王はノルウェー全土を統一したのち、モーレ（Møre）の地でモーレ伯ラグンヴァル・エイステインソンのもてなしを受けて宴席に臨んだ。その際、王は長年伸ばし放題にしていた髪を洗い、入浴したうえで整えることにした。このとき、ラグンヴァル伯自身が王の髪を切り揃えたという。王はこの十年もの間、髪を一度も刈らず櫛も通さず、「ルーファ（Lufa）」（ボサボサ頭、蓬髪）という渾名で呼ばれていた。だがこの日、伯は王の髪に櫛を通して刈りそろえたうえで、「美髪王（Hárfagri, Harfager）」という称号を授けた。その場にいた人々は皆、この新たな称号にふさわしいと認めた。なぜなら、王は非常に美しく豊かな髪を持っていたからである。

## 西方遠征

### オークニー諸島の再征服と「泥炭伯」トルフィーナルの登場
ハーラル王の命により西征したシグルが戦死し、オークニー諸島が再びヴァイキングの跳梁する無法地帯と化すと、その報を聞いたモーレ伯ラグンヴァルド・エイステインソンは、現地の統治を再建すべく、息子ハッラズ（Hallad）を派遣した。ハッラズは当初「伯（jarl）」の称号を名乗って諸島に赴き、武装兵を率いて支配を試みたが、彼の治世下でも収穫期・冬・春を問わずヴァイキングたちの略奪は止まず、沿岸部は荒らされ続けた。やがてハッラズは統治に疲弊し、伯位を返上してノルウェー本国へと帰還し、再び自由農民としての地位に戻った。これに激怒したラグンヴァルドは、「息子たちは祖先とは似ても似つかぬ」と語ったという。すると、庶子の一人であったエイナル（Einar）が進み出て、自ら遠征の志を表明し、次のように語った。「この家で我が得る名誉は少ないゆえ、失うものもまた少ない。兵と船を賜れば、再びそなたらの前に現れぬことを誓おう」。これを聞いたラグンヴァルドは、「二度と戻らぬなら喜ばしい」と答えたうえで、「お前の母方の血はすべて奴隷の家筋だ、誉れなど望むべくもない」と吐き捨てるように述べた。
かくしてエイナルは船団を整え、西の海へと出航した。彼がオークニー諸島に到達した頃、トーレル・トレスケグ（Thorer Treskeg）とカルフ・スクルファ（Kalf Skurfa）の2名のヴァイキングが現地を支配していたが、エイナルは上陸してすぐさまこれを襲撃し、両者を討ち取って勝利を収めた。その戦功を讃えて、当時次のような詩が詠まれたという。

Then gave he Treskeg to the trolls,  
Torfeinar slew Skurfa.
トーレルは妖鬼（トロール）に捧げられ、  
トルフィーナルがスクルファを斃した。
以後、エイナルはオークニー諸島の伯爵としてその地を治めることとなった。彼は「トルフィーナル（Torfeinar）」の名で知られるようになるが、それは薪の得られぬオークニーにて自ら泥炭（torf）を切り出して燃料としていたことに由来する。彼は醜く、片目を失っていたものの、鋭い洞察力と指導力を備えた人物であり、オークニーにおいて強力な支配者となった。

### ハーラル王の息子ハールフダン・ハレグの死
ハールフダン・ハレグ（Halfdan Haleg）は、父ハーラル美髪王の息子であり、ある春、ノルウェー西方のオークニー諸島へと遠征し、現地の伯爵エイナルを不意に襲撃した。エイナルはこの襲撃を受けて島から一時的に逃走した。
しかし、秋の収穫期になるとエイナルは密かにオークニーへ戻った。ハールフダンはその動きを察知していなかったため、エイナルと彼の軍勢は奇襲を仕掛けることができた。この戦闘でハールフダンは敗走し、その夜のうちに姿を消した。翌朝、エイナルの軍は島中を探索し、捕らえた者はすべて殺害した。
その際、エイナルはリナンセイ（Rinansey）島の方に人影を見つけ、「あれは人か鳥か。立ち上がっては倒れる」と述べて兵を派遣させたところ、それが逃走中のハールフダン本人であることが判明し、生け捕りにされた。
戦闘の前夜、エイナルは以下の詩を詠んだ。

Where is the spear of Hrollaug? where  
Is stout Rolf Ganger's bloody spear!  
I see them not; yet never fear,  
For Einar will not vengeance spare  
Against his father's murderers, though  
Hrollaug and Rolf are somewhat slow,  
And silent Thorer sits and dreams  
At home, beside the mead-bowl's streams.  

フロッラウグの槍はどこだ？  
猛きロルフ・ガンゲルの血まみれの槍はどこだ？  
彼らの姿は見えぬが、恐れることはない  
エイナルは、父を殺した者に報復を惜しまぬ。  
たとえフロッラウグとロルフが鈍くとも、  
そして沈黙のトーレルが蜜酒椀のそばで夢見るとも。
捕らえられたハールフダンに対し、エイナルは復讐として、「血の鷲（blood eagle）」の刑を施した。すなわち、剣をもって背中から腹まで裂き、肋骨を背骨から切り離し、肺を外へ引き出すという極刑である。こうしてハールフダンは処刑された。
処刑後、エイナルは次の詩を詠んだ。

For Ragnvald's death my sword is red:  
Of vengeance it cannot be said  
That Einar's share is left unsped.  
So now, brave boys, let's raise a mound, --  
Heap stones and gravel on the ground  
O'er Halfdan's corpse: this is the way  
We Norsemen our scat duties pay.  

ラグンヴァルドの死に我が剣は血に染まる。  
復讐が果たされぬとは言わせぬ。  
さあ、勇士たちよ、塚を築こう。  
石と砂を積み上げ、ハールフダンの骸を覆え。  
これこそが、我らノース人の報復の義なり。
この事件の後、エイナルは再びオークニー諸島を統治した。

### エイナルとハーラル王の和解
ハールフダンの死の報を受けたノルウェーでは、彼の兄弟たちが強く怒り、報復を求める声が高まった。これに対し、エイナルは以下の詩を詠んで自らの覚悟を示している。

Many a stout udal-man, I know,  
Has cause to wish my head laid low;  
And many an angry udal knife  
Would gladly drink of Einar's life.  
But ere they lay Earl Einar low, --  
Ere this stout heart betrays its cause,  
Full many a heart will writhe, we know,  
In the wolf's fangs, or eagle's claws.  

我を討ちたいと願う豪族は多く、  
その刃はエイナルの血を啜りたがっていよう。  
されど、エイナルが地に伏す前に、  
多くの心が狼の牙に、鷲の爪にて悶え苦しむだろう。
ハーラル王は報復のため大軍を編成してオークニーへと向かい、エイナルはカイスネス（Caithness）へと逃亡した。その折、エイナルは再び詠む。

Many a bearded man must roam,  
An exile from his house and home,  
For cow or horse; but Halfdan's gore  
Is red on Rinansey's wild shore.  
A nobler deed -- on Harald's shield  
The arm of one who ne'er will yield  
Has left a scar. Let peasants dread  
The vengeance of the Norsemen's head:  
I reck not of his wrath, but sing,  
"Do thy worst! -- I defy thee, king!"  

牛や馬のために家を追われる者もいようが、  
リナンセイの岸辺にはハールフダンの血が染まりぬ。  
より高貴な業績――ハーラルの盾には、  
屈せぬ者の剣が傷を残した。  
民はノースの首長の怒りを恐れるべし。  
我は王の怒りなど意に介さず、こう歌う――  
“好きにせよ！　我は汝を恐れぬ、王よ！”
やがて交渉が行われ、エイナルは全面的に裁きを王に委ねる。ハーラル王はエイナルおよびオークニーの人々に60マルクの金の賠償を命じた。島民が負担の重さを訴えると、エイナルは「私が全額払う代わりに、全員のウーダル権（allodial rights）を私に譲れ」と提案し、これを住民たちは受け入れた。
このようにして、エイナルは王への賠償金を肩代わりし、その見返りに島の全土を自身の領地とした。以後長きにわたり、オークニーの全ウーダル地は伯爵家の直轄領とされることとなり、これは後にフロズヴィルの子シグルズ伯がウーダル権を民に返すまで続いた。

## 国内問題

### ロルフの追放
ハーラル美髪王の忠臣モーレ伯ラグンヴァルドは、妻ヒルド（Hild）との間にロルフ（Rolf）とトーレル（Thorer）という2人の嫡子をもうけ、また側室との間にハッラド（Hallad）、エイナル（Einar）、フロールヴ（Hrollaug）の3人の男子をもうけた。
ロルフはヴァイキング戦士として知られ、極めて巨大な体躯の持ち主であり、どんな馬にも乗れなかったため、徒歩で行動することを余儀なくされていた。このため彼は「ロルフ・ガンガー（Rolf Ganger、歩くロルフ）」と呼ばれるようになった。
ある夏、ロルフは東方からの略奪航海の帰途、ヴィーケン（Viken）地方の海岸に上陸し、家畜を奪う襲撃を行った。しかし、偶然にもその時ハーラル王がヴィーケンに滞在しており、国内での略奪は重罪として禁じていたため、王は激怒した。王はただちにシング（国会）を開き、ロルフをノルウェー全土における法の保護から除外し、追放処分とした。
ロルフの母ヒルドは、これを聞いて王のもとに赴き、許しを請うたが、王の怒りは収まらず、彼女の懇願は退けられた。サガによれば、ヒルドは王に向けて以下の詩句を詠んだとされる。

Think'st thou, King Harald, in thy anger,  
To drive away my brave Rolf Ganger  
Like a mad wolf, from out the land?  
Why, Harald, raise thy mighty hand?  
Why banish Nefia's gallant name-son,  
The brother of brave udal-men?  
Why is thy cruelty so fell?  
Bethink thee, monarch, it is ill  
With such a wolf at wolf to play,  
Who, driven to the wild woods away  
May make the king's best deer his prey.

思い悩むは、怒れるハーラル王よ、  
我が勇士ロルフ・ガンガーを、  
狂える狼のごとくこの地より追いやることか。  
なにゆえ王よ、かくもその手を高く掲げるか。  
ネフィアの名を継ぐ者を、  
誉れ高き領主たちの兄弟を、  
なにゆえにかくも無慈悲に追放なさるか。  
思い返されよ、偉大なる王よ――  
狼には狼の報いを与えよ。  
さもなくば、森に逃げたるその獣、  
やがて王の最良の獲物を狙わん。

追放されたロルフ・ガンガーは西海へと航海し、ヘブリディーズ諸島（スドレイ）を経て、最終的にはフランス北西部のヴァランド（Valland）に上陸した。彼は当地で広大な所領を征服し、多くのノース人を移住させ、これが後に「ノルマンディー（Normandy）」と呼ばれるようになった。
ロルフの子はギヨーム（William）、その子はリシャール（Richard）、さらにその子リシャールはロベール（Robert Longspear）をもうけ、彼は後にイングランドを征服するギヨーム2世の父となる。以後、イングランドの王統およびノルマンディー伯家はこのロルフの子孫によって継承されてゆく。

### モーレ伯ラグンヴァルドの焼死事件
ハーラル王が40歳を迎えた頃、彼の多くの息子たちはすでに成人しており、各地に伯を置いて統治を任せていたものの、王子たちはこれに不満を抱くようになった。彼らは伯たちが自分たちよりも身分が低いと考え、領地の割り当てを求めて王に反発した。
王子の一人ハールフダン・ヘーレグ（Halfdan Haleg）とその弟グズルズ・リョーメ（Gudrod Ljome）は、春になると軍勢を率いて突如としてモーレ地方に攻め入り、父王の忠臣であるモーレ伯ラグンヴァルドの屋敷を包囲した。そして、彼らは屋敷に火を放ち、伯とその従者60人を生きたまま焼き殺した。
ハールフダンはその後、3隻のロングシップを整えて西方の海へ出航し、グズルズはラグンヴァルドがかつて治めていたモーレ地方にそのままとどまり支配を始めた。
しかしこの報せを受けたハーラル王は激怒し、大軍を率いてグズルズのもとへと向かった。抵抗の余地がなかったグズルズは降伏し、アグデル地方へと追放された。王はその後、ラグンヴァルドの子トーレル（Thorer the Silent）をモーレ伯に任じ、自らの娘アーロフ（Alof Arbot）を彼に嫁がせた。トーレルは父と同様にモーレの領地を治めることとなった。

## 結婚
ノルウェー全土の唯一の王となったハーラルは、かつて彼に高慢な言葉を投げかけた娘を思い出し、使者を遣わして彼女を自らのもとに連れて来させ、彼女を妃とした。この女性との間には、長女アーロフ（Alof）、息子フローリク（Hrorek）、シグトリュグ（Sigtryg）、フローズ（Frode）、ソルギルス（Thorgils）が生まれた。
ハーラル王には多数の妃と多くの子がいた。その中でも、彼はユトランドの王エイリーク（Eirik）の娘力強きラグンヒルを妃とし、その間にエイリーク血斧王をもうけた。また、エイステイン伯（Eystein）の娘スヴァンヒル（Svanhild）とも結婚し、彼女との間にはオーラヴ・ゲイルスタダールフ（en:Olaf Haraldsson Geirstadalf）、ビョルン（en:Bjorn）、ラグナル・リュッキル（Ragnar Rykkil）という子がいた。さらに、リンゲリケのフリング・ダーグソン（Hring Dagson）の娘アースヒル（Ashild）とも結婚し、その間にはダーグ（Dag）、フリング（Hring）、グズルズ・スキリア（Gudrod Skiria）、インギゲルズ（Ingigerd）をもうけた。
王がラグンヒルと結婚した際、それ以前の9人の妃を離縁したと伝えられている。詩人ホルンクロフィ（Hornklofe）はこのことを次のように詠んでいる。
Harald, of noblest race the head,  
A Danish wife took to his bed;  
And out of doors nine wives he thrust, --  
The mothers of the princes first.  
Who 'mong Holmrygians hold command,  
And those who rule in Hordaland.  
And then he packed from out the place  
The children born of Holge's race.
ハーラル、貴き血のかしら、  
デンマークの妻をその床に迎えたり。  
そして九人の妻を追いやりしは、  
まずは王子らを生んだ女たち。  
ホルムリュグの地を治むる者らと、  
ホルダランドに君臨する者らの母。  
さらにはホルゲの裔をも、  
その館より放ち追いやりぬ。
また、ヘイムスクリングラの別の節では、ハーラル王がサーミ人の女性スネーフリズ（Snaefrid）と結婚した際の逸話も残されている。この逸話では、スネーフリズの妖術に掛かったハーラル王は彼女との結婚生活中、国政を顧みなくなったとしるされている。また、彼女の死後もハーラル王は彼女に執着し続け、まるで生きているかのように美しい姿のままであったスネーフリズの遺体から死後3年間離れなかったという。しかし、スカルド詩人ソルレイヴ（Thorleif the Wise）がこれを諫め、「王よ、そなたが妃を慕い、彼女の望みに従って豪華な覆いや羽根布団を捧げるのはもっともである。しかし、長らく同じ衣服のままであるのは、彼女にふさわしき敬意とは言えまい。衣を替えて差し上げては」と王に進言し、これを聞き入れた王が彼女の遺体を持ち上げたところ、途端に異臭を放ち、青黒く変色して中からトカゲや蛆、カエルや醜い虫がはい出てきて、遂には灰に帰したという。この事件を受け、ハーラル王はわが身に帰り、ハーラル王は正気を取り戻し、国の民は皆喜んだと伝わる。
スネーフリズの死後、ハーラル王は彼女との間にもうけた子らを遠ざけ、目にすることすら許さなかった。しかし、その一人グズルズ・リョーメは、養父で詩人のトヨドルフ・オヴ・フヴィーンのもとを訪ね、王への取りなしを願った。彼らは王がウップランに滞在していたとき、夜遅くに王の館を訪れ、扉近くに控えていた。王は館の中を歩きながら、杯が混ざり饗宴のさなかに次の詩句を口ずさんだ。
Tell me, ye aged gray-haired heroes,  
Who have come here to seek repose,  
Wherefore must I so many keep  
Of such a set, who, one and all,  
Right dearly love their souls to steep,  
From morn till night, in the mead-bowl?
聞かせよ、灰髪の老勇士らよ、  
安らぎを求めてここに集いし者どもよ、  
なにゆえかくも多くをかかえるや？  
朝から晩まで蜜酒に魂を沈める、  
同じ面々ばかりを。
トヨドルフはこれに応えてこう詠んだ。
A certain wealthy chief, I think,  
Would gladly have had more to drink  
With him, upon one bloody day,  
When crowns were cracked in our sword-play.
ある日血の嵐の戦場にて、  
冠が砕け剣が踊ったその時にこそ、  
かの高貴なる王は、  
我らとさらに杯を重ねたかったであろうよ。
この言葉に王は彼がトヨドルフであることに気付き、温かく迎え入れた。トヨドルフは、スネーフリズの子らが王の血を引くにふさわしき者たちであると述べ、王に復権を願った。王はこれを認め、グズルズをトヨドルフに託し、ハルフダンとシグルズをリンゲリケへ、ラグンヴァルドをハーダランドへと送り、各地で養育させた。彼らは優れた人物に成長し、あらゆる技芸に長けた。
この頃、ハーラル王は王国を平和に治め、国中は静穏と豊かな収穫に恵まれたという。
また、ハーラル王が老境に入った頃、王はモステルのトーラ（en:Thora Mosterstang）と呼ばれる娘との間に子をもうけた。彼女の一族はモステル出身であり、ホルダランドのカーレ・アスラクソン（Kare Aslakson）の家系に連なる良家の出であった。彼女は逞しく、美しい容姿で知られており、「王の侍女」と呼ばれていたが、当時は身分の高い者でも王の家に仕えることがあった。トーラが出産の時期が近づいたころ、トーラはモステルから北へ向かい、当時セーエイムに滞在していた王のもとへ赴こうとした。彼女はシグル・ラーデ伯の船に乗って航行し、沿岸に停泊した夜、船の舷側近くの岩場で男子を出産した。ラーデ伯シグルはこの子に水を注ぎ、「ホーコン（Hakon）」と名付けた。名は彼の父、ハーコン・グリョットガルズソンにちなむものであった。この男児はすぐに父ハーラル王によく似た、堂々とした美男子に育ち、王は彼を母トーラと共に宮廷で養育した。

## 関連書籍
- スノッリ・ストゥルルソン 「ハラルド美髪王のサガ」『ヘイムスクリングラ - 北欧王朝史』（一）、谷口幸男訳、プレスポート〈1000点世界文学大系 北欧篇3〉、2008年10月。ISBN 978-4-905392-02-6。